# میتسورو کاراهاشی
میتسورو کاراهاشی (انگلیسی: Mitsuru Karahashi; ۳۰ مهٔ ۱۹۷۷ – ) بازیگر، تصویرگر اهل ژاپن بود. وی از سال ۲۰۰۳ میلادی تاکنون مشغول فعالیت بوده‌است.